# Lonomia

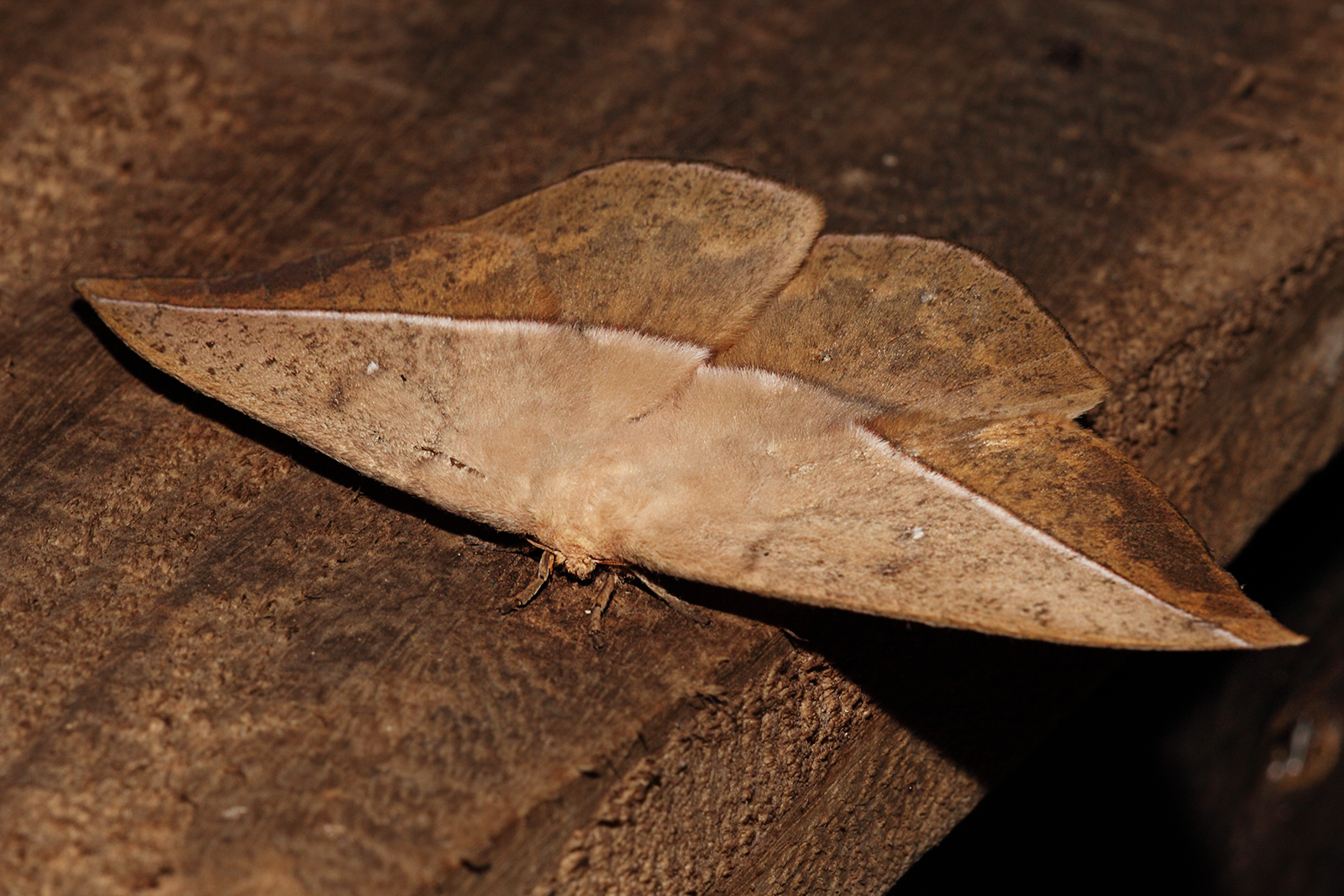
Lonomia sp

Lonomia este un gen de molii de mărime moderată din familia Saturniidae. Speciile sunt întâlnite în America de Sud și omizile sunt cunoscute pentru veninul puternic pe care îl au, care cauzează câteva decese în fiecare an (în special în Brazilia de Sud). Mai sunt cunoscut și ca molii de mătase gigantice, denumire care este folosită și pentru alte specii de Saturniidae. 

## Specii
- Lonomia achelous (Cramer, 1777) — Bolivia, Venezuela, Columbia, Ecuador, Guiana Franceză, Brazilia, Peru, Suriname
- Lonomia beneluzi Lemaire, 2002 — Guiana Franceză
- Lonomia camox Lemaire, 1972 — Venezuela, Guiana Franceză, Surinam
- Lonomia columbiana Lemaire, 1972 — Costa Rica, Panama, Columbia
- Lonomia descimoni Lemaire, 1972 — Bolivia, Columbia, Ecuador, Guiana Franceză, Peru, Suriname, Brazil, Surinam
- Lonomia diabolus Draudt, 1929 — Brazilia, Guiana Franceză
- Lonomia electra Druce, 1886 — America centrală până în Mexic
- Lonomia francescae L. Racheli, 2005 — Ecuador
- Lonomia frankae Meister, Naumann, Brosch & Wenczel, 2005 — Peru
- Lonomia obliqua Walker, 1855 — Argentina, Brazilia, Uruguay
- Lonomia pseudobliqua Lemaire, 1973 — Bolivia, Columbia, Ecuador, Venezuela, Peru
- Lonomia rufescens Lemaire, 1972 — Nicaragua până în Panama, Columbia, Peru
- Lonomia serranoi Lemaire, 2002 — El Salvador
- Lonomia venezuelensis Lemaire, 1972 — Venezuela